# Baisha
Baisha (chiń. 白沙黎族自治县; pinyin: Báishā Lízú Zìzhìxiàn) – powiat autonomiczny mniejszości etnicznej Li w Chinach, w prowincji Hajnan. W 1999 roku liczył 176 377 mieszkańców.